# Storia dell'Asiago Hockey
Questa voce tratta la storia dell'Asiago Hockey, società di hockey su ghiaccio italiana con sede ad Asiago, dalle origini al III millennio.

## La fondazione

Una partita disputata sul laghetto Lumera (pista utilizzata dal 1935 al 1950 tranne alcuni match giocati nell'attuale campo da calcio "Zotti" mentre a partire dalla fine degli anni '40 si iniziò a giocare al "Millepini")

La società fu fondata su iniziativa di Edoardo Carli nel 1935 (che già l'anno precedente si era mosso con l'idea di costituirla) come Asiago Hockey Club, compagine inglobata sotto l'egida dell'Unione Sportiva Asiaghese, una società nata nel 1924 (in pieno periodo di ricostruzione, dopo la devastazione di Asiago della Grande guerra) dalla fusione dello Sci Club Asiago con la Pro Asiago (con l'obiettivo di curare sia gli sport invernali che l'atletica leggera). Primo allenatore sarà Giuseppe Timpano, ex atleta dei Diavoli Rossoneri.

## Gli esordi e la prima finale
La prima partita dell'Asiago si giocò già nel febbraio 1935 mentre il primo incontro ufficiale ebbe luogo nel gennaio 1936, quando l'Asiago sfidò la compagine del GUF Padova, formata da studenti universitari.

L'Asiago negli anni '50

L'esordio in un campionato avverrà nella stagione 1938, quando disputò le eliminatorie per la serie B, venendo eliminata per mano del Nord Torino, con la squadra che giocava con un'inedita casacca color nero (con una grande A disegnata sul petto). L'incontro contro i torinesi, giocato il 6 febbraio 1938 dalla squadra che allora era denominata (per imposizione fascista) Associazione Disco Asiago, fu la partita inaugurale della nuova pista di Asiago che si trovava dove ora sorge il campo da calcio "Zotti", ma che comunque venne dopo poco abbandonata a causa dell'eccessivo irraggiamento solare. L'Asiago riuscì poi ad accedere alla serie B nella stagione 1940, e colse un sorprendente terzo posto.

Una scena dell'incontro amichevole disputato a Torino il 12 gennaio 1941 tra l'HG Juventus e l'Asiago, vinto dalla squadra bianconera per uno a zero: fu questa la prima partita giocata dalla formazione di hockey della Juventus

Complici anche gli eventi bellici (dal 1939 al 1946 il campionato maggiore non viene disputato, salvo la stagione 1941), la prima volta dell'Asiago in Serie A è del 1947 (prima di quel campionato la A era disputata generalmente da poche squadre) e vi rimarrà per 7 anni, disputando, tra l'altro, nella stagione 1951/52 la prima finale scudetto della sua storia, persa nel girone finale giocato contro Milano-Inter, Diavoli Rosso-Neri ed Auronzo.

L'Asiago in una partita disputata sulla pista di via Ecchelen (dove oggi sorge l'impianto sportivo "Zotti")

Retrocederà in serie B nella stagione 1953/54 dopo aver perso lo spareggio col Torino.

## Il ritorno in serie A
Il ritorno nella massima serie sfuggirà agli stellati in più occasioni: dopo la retrocessione l'Asiago vincerà per due volte consecutive la serie B, ma avrà la peggio negli spareggi promozione e in seguito scenderà addirittura in serie C (allora chiamato Torneo di Promozione), mancando la risalita nel campionato cadetto più volte, sempre a causa degli spareggi promozione.

I giocatori canadesi Larry Israelson e Dave Jack con la maglia dell'Asiago, stagione 1977-78

 Il ritorno in A avverrà dopo 16 anni, nel 1970: da allora la squadra ha sempre militato nella massima divisione del campionato nazionale, eccezion fatta per la stagione 1976-77 quando venne retrocessa d'ufficio in serie B -in seguito denominata anche serie A2- per la mancanza di una pista artificiale (il pala Hodegart venne costruito proprio in quell'anno). Nella stagione precedente (1968/69) merita menzione l'arrivo ad Asiago del primo straniero in assoluto con la maglia giallorossa, il canadese Jerry Hudson, mentre in quella stagione è da ricordare che l'Asiago, in testa alla classifica del campionato di B, si fece raggiungere, anche a causa di un 5-0 inflitto a tavolino durante il campionato, proprio all'ultima giornata del girone finale dal Turbine Milano (vittorioso sui giallorossi per 3-2). Venne così inizialmente programmato uno spareggio da disputarsi a Bolzano, ma successivamente la Federazione, intenzionata ad incrementare il numero di squadre nella massima serie, decise di assegnare il titolo di serie B ex aequo e di promuovere entrambe le squadre in serie A. Durante l'estate tuttavia il Turbine cedette i diritti sportivi ai Diavoli Milano, compagine che ritornò così nella massima serie assieme all'Asiago.

L'Asiago nella stagione 1980-1981, sponsorizzato dall'azienda vicentina Moto Laverda

In concomitanza con la promozione dell'Asiago, un'altra squadra dell'Altopiano, l'Hockey Trok Camporovere, ritornerà in serie B dopo aver vinto a sua volta il campionato di serie C, dopo la retrocessione patita l'anno precedente (mancando così il derby con l'Asiago). All'epoca esistevano infatti sull'Altopiano 4 distinte squadre di hockey su ghiaccio: oltre all'Asiago Hockey e all'Hockey Trok Camporovere (dell'omonima frazione di Roana, Trok era invece il nome del laghetto dove si disputavano le partite), vi erano anche l'HC Gallio di Gallio (società dove hockeysticamente crebbe Lucio Topatigh) e l'HC Canove, altra squadra del Comune di Roana (frazione Canove). Tutte queste società poi uniranno le forze per confluire proprio nell'Asiago.

## Gli anni ottanta e novanta
Dopo due terzi posti nelle stagioni 1981/82 e 1982/83, la seconda finale scudetto (la prima dall'introduzione dei playoff), persa contro il milionario Merano, è del 1985/86. 

Mario Simioni (a sinistra) - top scorer di sempre dell'Asiago - e Lucio Topatigh (a destra) - considerato il più forte giocatore di scuola italiana di tutti i tempi - con la maglia dell'Asiago (stagione 1985/86)

È l'anno dell'arrivo tra gli asiaghesi dei talenti di Dale Derkatch, Santino Pellegrino e Mario Simioni con oltre 300 punti segnati complessivamente: i meranesi sono vittoriosi in casa all'andata 7 a 3, risposta dell'Asiago che all'Hodegart vinse per 5 a 2 e spareggio a Merano il 20 febbraio 1986: al 14' del secondo tempo Topatigh segna la rete del 4 a 2 per l'Asiago, poi però la svolta con gli altoatesini che chiudono la frazione avanti per 6 a 4 ed alla fine si aggiudicano la gara per 10 a 6 e vincono il loro primo scudetto.
 A seguito degli ottimi risultati ottenuti, nel 1987 il CONI insignì l'Asiago di un'importante riconoscenza concessa a poche altre realtà sportive: la Stella d'oro al Merito Sportivo.

Cliff Ronning, autentica stella dell'Asiago '89-'90 (135 punti in 42 partite) con la maglia stellata

Tre anni dopo (stagione 1988/89) contro ogni pronostico l'Asiago esce in semifinale a causa del Fassa, mentre la terza finale (anch'essa persa), che l'Asiago conquista trascinato dalle stelle Ken Yaremchuk, Cliff Ronning, Santino Pellegrino e Mario Simioni, è della stagione successiva (1989/90), aggiudicatasi dal Bolzano dopo un'interminabile serie di rigori (ben 27) nella decisiva gara-3 (gol decisivo di Bruno Zarrillo).
Yaremchuk, Ronning, Pellegrino e Simioni in quella stagione misero a segno qualcosa come 494 punti.

Nilo Riva consegna la coppa Italia 1991 al capitano Gaetano Miglioranzi. È il primo trofeo vinto dall'Asiago

L'anno successivo, nel 1991, la compagine settecomunigiana si aggiudicherà il suo primo trofeo, ai danni dei cugini dell'Alleghe: la coppa Italia, competizione che fino ad allora era stata proposta solamente altre 2 volte. Nel 1991/92 ai playoff scudetto l'Asiago si sbarazza del Bolzano nei quarti, mentre in semifinale ha la peggio con i Devils Milano ma solo dopo la decisiva gara-5; terminerà il campionato al terzo posto battendo l'Alleghe 2-1 nella serie.

Il giocatore ceco Jan Czerlinski contro un giocatore dell'Asiago in un CourmAosta - Asiago del febbraio 1995 terminata con la vittoria di 4-5 per gli stellati

Nello stesso anno nasce l'Alpenliga, torneo cui prendono parte squadre di club italiane, austriache e slovene e che si svolge contemporaneamente al campionato nazionale. L'Asiago si qualifica secondo nel rispettivo girone, dietro ai fortissimi Devils Milano di Silvio Berlusconi, a pari punti col Bolzano, ma accederanno alle semifinali gli altoatesini grazie ad una migliore differenza reti. Tuttavia, ben tre giocatori dell'Asiago si distingueranno nel corso del torneo per essersi piazzati nei primi 4 posti dei migliori marcatori: al primo e al secondo posto Mario Simioni e John Tucker, rispettivamente con 55 (26+29) e 51 punti (17+34) ed al quarto posto Patrick Micheletti con 46 punti (23+23). L'Alpenliga si disputò ancora per qualche anno prima di scomparire e dar luogo all'Interliga. L'ultima edizione ebbe luogo nella stagione 1998-1999, al termine della quale le squadre italiane (che già avevano saltato l'edizione 1997-1998) si ritirarono definitivamente. In quella edizione l'Asiago per un solo punto non riuscì a qualificarsi al girone finale.
In campionato invece, la stagione 1997/98 sembra indirizzata verso una finale Bolzano-Asiago, ma nei playoff il Vipiteno, finito nel relegation round e che nei quarti deve sfidare l'Asiago piazzatosi invece secondo in classifica, rompe il patto di gentlemen agreement violando l'accordo tra le società e gioca con dieci transfer-card (anziché quattro) rinforzando di molto la squadra e battendo così l'Asiago (arriverà poi sino alla finale).

## Gli anni 2000 e il primo scudetto
(Lucio Topatigh)
Nella stagione 1999/00 l'Asiago, partito coi favori del pronostico, si deve nuovamente arrendere al Bolzano in finale nonostante il dominio assoluto del campionato (stabilendo un record assoluto di 40 vittorie consecutive, andando a vincere tutte le partite della regular season - meno la seconda giornata, dove perse 6-5 a Vipiteno - oltre che della seconda fase, dei quarti di finale e delle semifinali, e cancellò così i precedenti record dei mitici Devils Milano di Ted Sator). La striscia di vittorie consecutive si protrasse dall'8 ottobre 1999 al 30 marzo 2000. Vinse anche con una schiacciante vittoria per 10-0 nella serie di finale scudetto (record nella storia dei playoff) ma il Bolzano riuscì a spuntarla vincendo di misura le prime due partite della serie (la seconda solo all'overtime) e battendo l'Asiago 5-2 nella decisiva gara-4.

I festeggiamenti a Milano per la conquista del primo scudetto dell'Asiago

Lo scudetto (il primo della storia altopianese) verrà comunque conquistato l'anno venturo (2000/01) contro il Milano (segnano ai rigori, nella decisiva gara-4, Lucio Topatigh -con il legamento del ginocchio rotto- Giorgio De Bettin, Patrick Deraspe ed Alexandr Galchenyuk), stessa compagine alla quale strappa, nello stesso anno, la seconda coppa Italia (ancora una volta rete decisiva ai rigori del bielorusso Alexandr Galchenyuk). Si aprirà proprio in questi anni un acceso confronto agonistico tra la squadra dell'Altopiano e la formazione meneghina che si contenderanno il dominio del campionato nei successivi 5 anni.

Nella stagione seguente l'Asiago gioca la Continental Cup, mancando per un solo gol la finale di Zurigo che sembrava ormai conquistata: l'Asiago nell'ultima partita del girone doveva battere con almeno due reti di scarto gli svizzeri del Lugano, in vantaggio per 3-1 si fece rimontare negli ultimi 15 secondi di gioco del secondo tempo, tornò in vantaggio nell'ultimo terzo, ma per tentare di raggiungere il 5-3 Laporte, allenatore stellato, tolse il portiere e l'Asiago subì la rete a porta vuota. François Gravel ed Eric Houde vennero comunque nominati rispettivamente miglior portiere e miglior attaccante del torneo. La regular season viene invece vinta, ma il Milano ha la meglio sugli stellati nella semifinale dei playoff scudetto. Conquisterà comunque la terza coppa Italia.

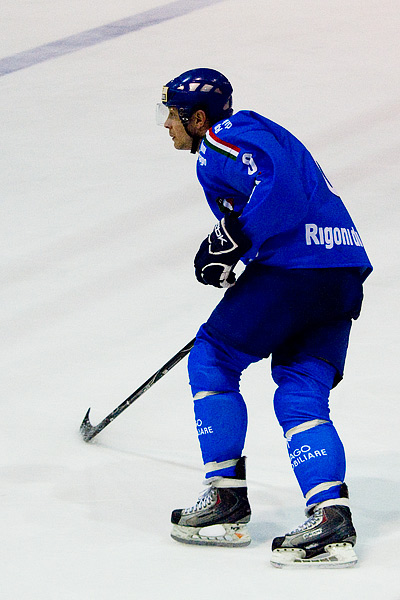
John Parco con la maglia della Nazionale, capitano, storica bandiera e futuro allenatore dell'HC Asiago

Nelle stagioni 2002/03 e 2003/04 l'Asiago giunge altre due volte in finale (disputando quindi ben 4 finali scudetto in cinque anni), ma viene sconfitto in entrambe le occasioni, in 6 gare, dal Milano. Parteciperà anche in queste due occasioni alla Continental Cup (con François Gravel nominato nuovamente miglior portiere nell'edizione 2002/03). Sempre nel 2003 perde ai rigori, nuovamente contro i Vipers di Milano, anche la finale della coppa Italia (errore di Richard Laplante per l'Asiago e gol decisivo del milanese Patrice Lefebvre). Terminerà ancora una volta (la terza consecutiva) il campionato regolare in testa alla classifica, stabilendo tra l'altro, nella partita disputata contro il Renon il 22 gennaio del 2002 un record per l'hockey su ghiaccio europeo: ben 3 reti in inferiorità numerica segnate in appena 45" di gioco.

Nel 2003 vince a Milano la prima Supercoppa italiana, ottenendo così la rivincita delle sconfitte patite il biennio precedente per la conquista del trofeo. Nella successiva stagione 2004/05 invece, complice il lockout in NHL, la squadra si rinforza ulteriormente grazie agli ingaggi di giocatori del calibro di Rico Fata, Mathieu Dandenault (tre Stanley Cup vinte), Stephane Quintal (più di 1000 partite in NHL) e Fernando Pisani, ma esce in semifinale contro il Cortina trascinato da Matt Cullen e si piazza al terzo posto.

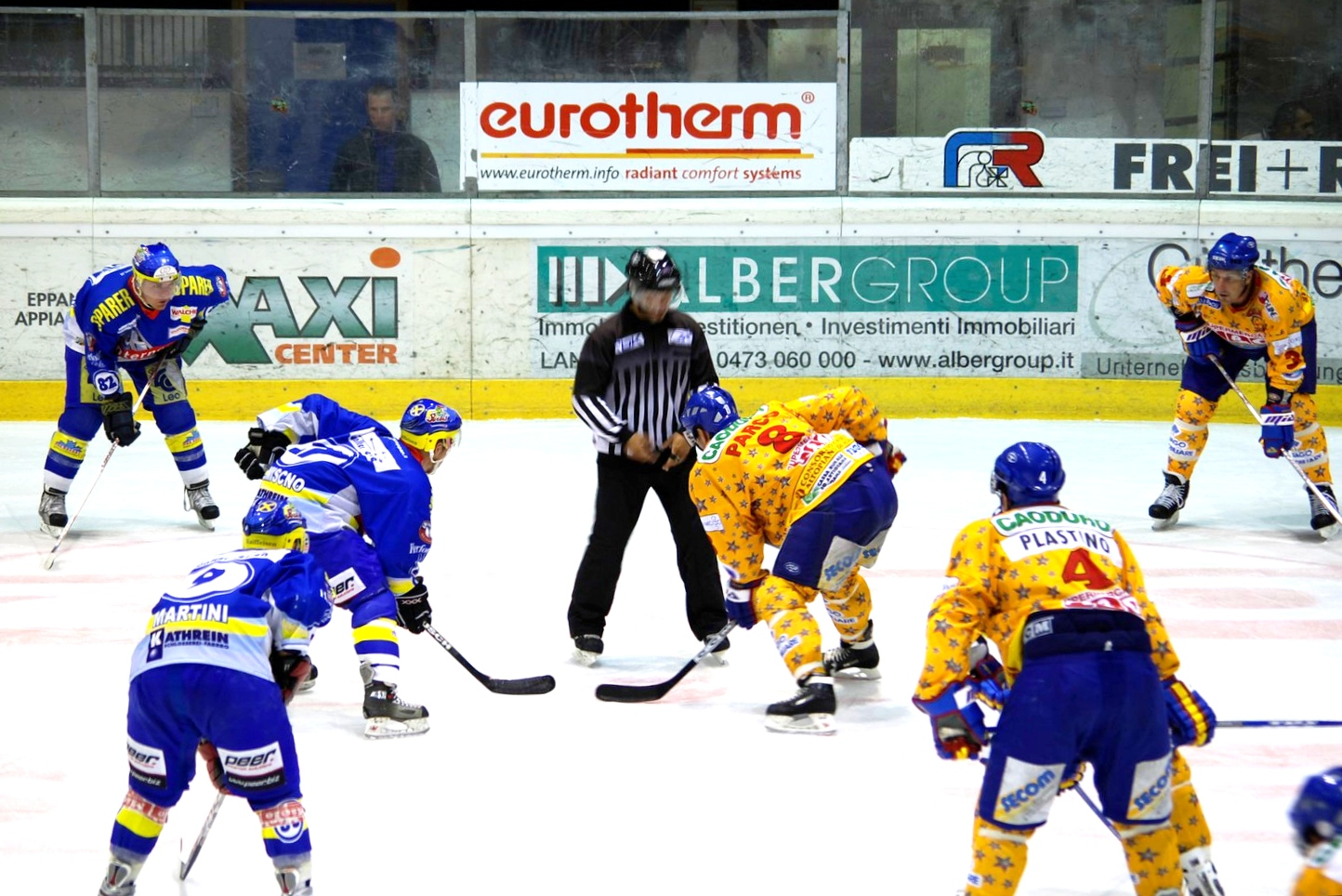
Partita HC Eppan - Asiago del 2007

La stagione 2007/08 si apre tragicamente per l'Asiago: il 27 settembre 2007, durante la prima partita di campionato, il giocatore italo-canadese Darcy Robinson, difensore di stecca destra, muore sul ghiaccio per un improvviso attacco di cuore. Per decisione di Lega e Federazione vengono immediatamente sospese tutte le partite della serie A e, dopo il suo decesso, la società asiaghese ha deciso di ritirare il suo numero, il 5. 

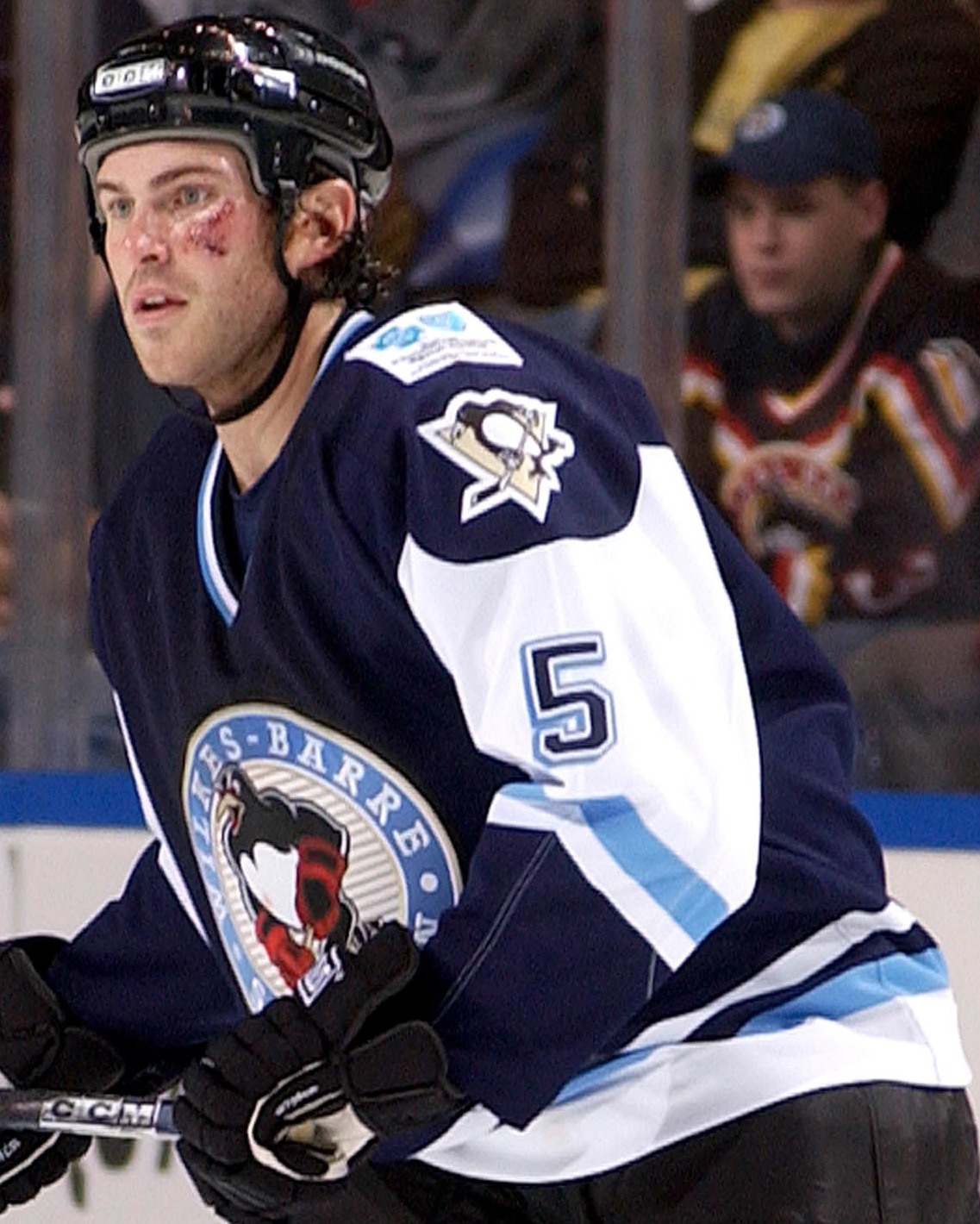
Darcy Robinson, qui con la casacca dei Wilkes-Barre/Scranton Penguins

Nel corso dello stesso campionato, il 19 febbraio 2008, giocando il match Pontebba-Asiago, il falco Lucio Topatigh, che ha iniziato (e poi concluso) la sua carriera proprio con gli Stellati, all'età di quasi 43 anni ha raggiunto il record delle 1000 partite disputate nella massima serie. Le sue presenze nel massimo campionato con la maglia dell'Asiago ammontano a 405.

## I due scudetti consecutivi e la prima SuperFinal di Continental Cup

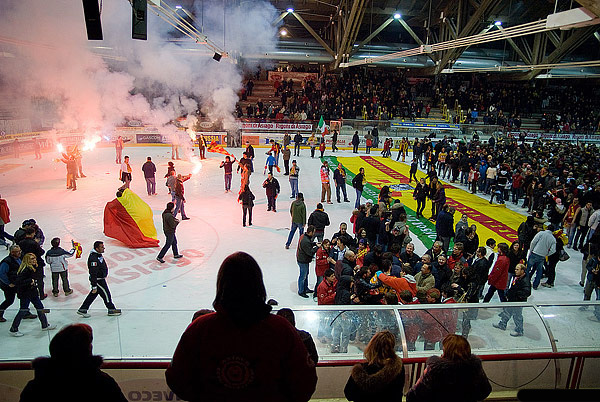
Festeggiamenti al Pala Hodegart di Asiago per la conquista del secondo titolo tricolore (15 aprile 2010)

Nella stagione 2009/10, dopo un periodo di 4 anni dove la squadra ha attraversato una fase di transizione nella quale si è preferito dar maggior visibilità ai giovani provenienti dal vivaio societario (dovuto anche al fatto che la Lega impose lo schieramento di un massimo di 8 giocatori stranieri, mentre negli anni precedenti non vi era alcun limite di tesseramento), l'HC Asiago è tornato, senza i favori del pronostico, a disputarsi una nuova finale scudetto, questa volta contro l'SV Renon, vincendo il titolo senza perdere nessuna partita della serie best of seven.
Lo scudetto conquistato dall'HC Asiago bissa il successo ottenuto 3 giorni prima dalla squadra giovanile, l'Amatori Asiago (ora HC Roana), vittorioso sui Black Angels Milano nella finale disputata a Roma. Pochi giorni dopo altri successi arrivano anche dalla squadra di in-line della città, gli Asiago Vipers, che conquistano il settimo scudetto consecutivo e si affermano a livello nazionale con le squadre giovanili.

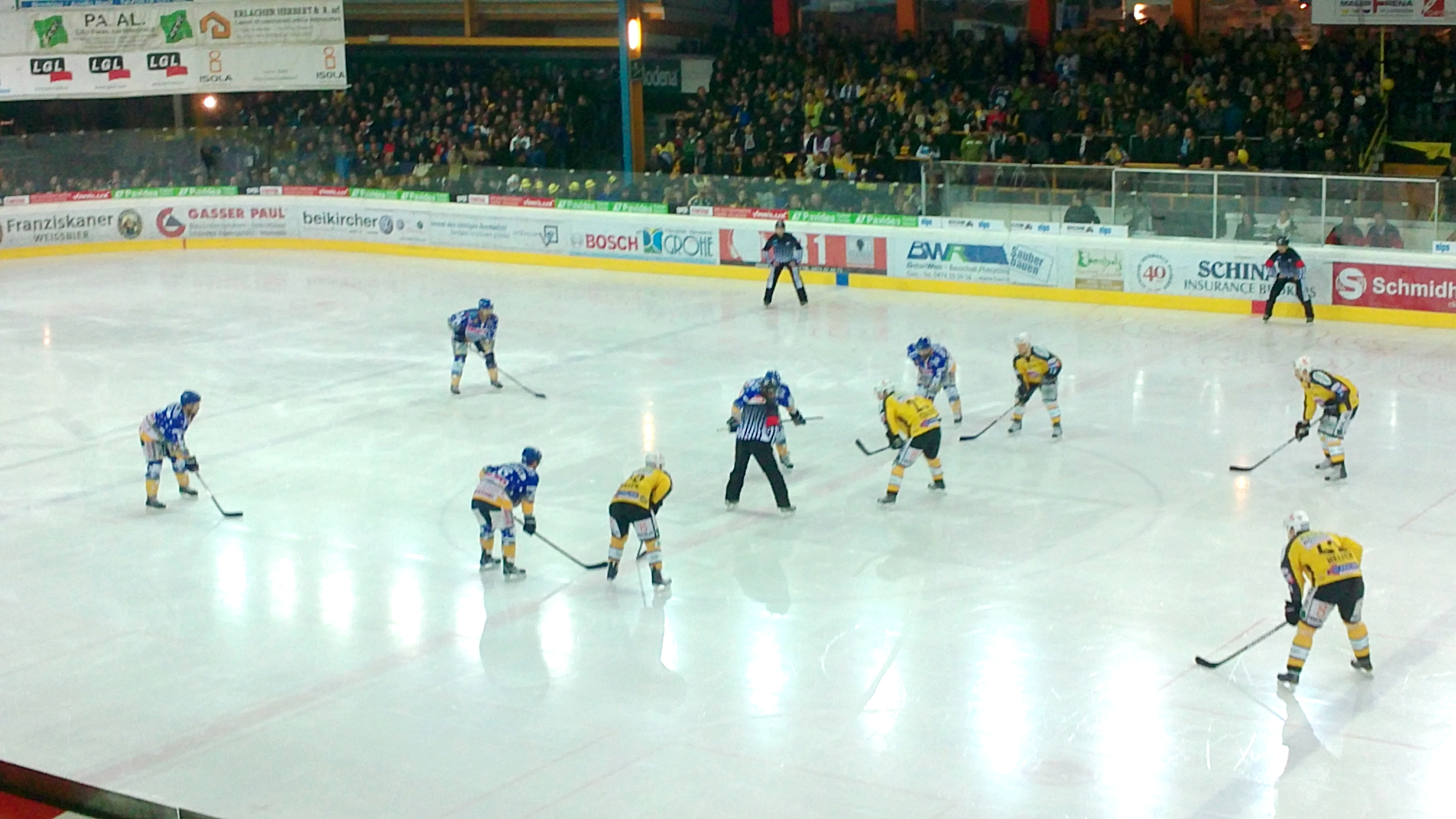
Gara-1 di finale scudetto del 2011 giocata al Rienzstadion tra Val Pusteria ed Asiago

La stagione successiva (2010/11) si apre con una sconfitta per gli stellati: il Renon si aggiudica infatti la Supercoppa Italiana vincendo all'Hodegart con il risultato di 0-3, sconfitta dovuta anche ad una preparazione della squadra incentrata soprattutto sulla partecipazione (per la quarta volta nella sua storia) alla semifinale di Continental Cup. La finale di Minsk sfugge però all'Asiago solo dopo i tiri di rigore ad oltranza (quattordici serie) contro la squadra danese dello SønderjyskE Vojens, allenata dall'ex Mario Simioni. Dopo questi insuccessi e dopo aver fallito l'accesso alla final four di coppa Italia, viene sollevato dall'incarico uno dei protagonisti di miracle on ice, l'head coach John Harrington, e al suo posto viene chiamato John Tucker, già sulla panchina asiaghese durante i playoff l'anno precedente a causa dell'impegno con la nazionale slovena (di cui era allenatore) di coach Harrington. La squadra guidata da Tucker riesce a centrare nuovamente la finale che l'Asiago vince contro il Val Pusteria, rimontando la serie dallo 0-2 al 4-2 (gol decisivo in gara-6 con la rete della sudden death di Ralph Intranuovo dopo ben 31' di overtime) e dopo aver anche ribaltato la serie best of seven che la vedeva sotto di 3 gare ad 1 nella semifinale giocata contro il Bolzano, nonostante le numerose assenze (durante gara-2 tre giocatori dell'Asiago finiscono all'ospedale di Bolzano). L'Asiago vince così il secondo scudetto consecutivo, pochi giorni dopo che anche l'under 18 dell'Asiago è riuscita a laurearsi campione d'Italia, vincendo per 5-2 a Canazei contro l'H.C. Fassa.

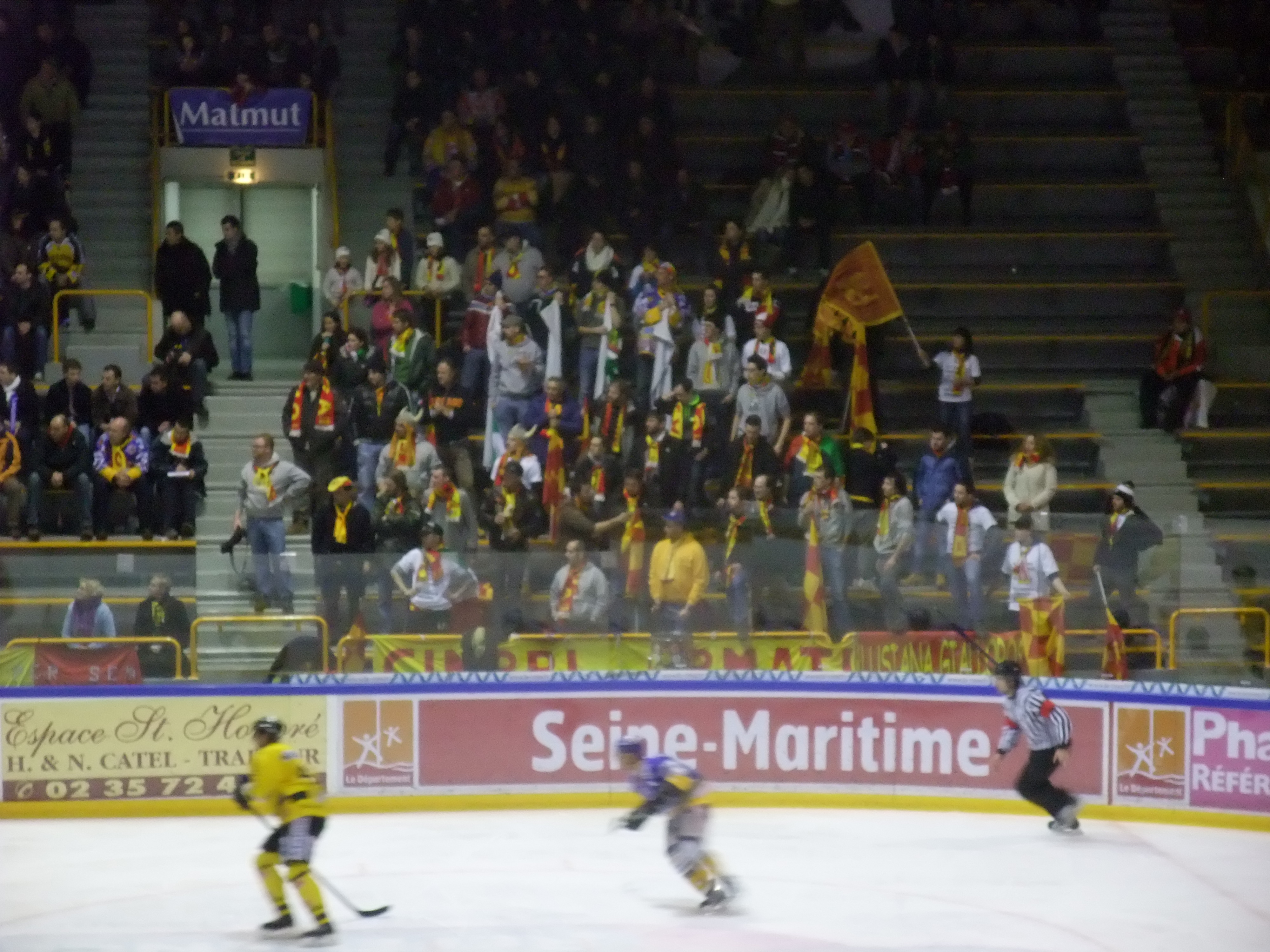
Tifosi dell'Asiago a Rouen durante la partita d'esordio per i giallorossi (Rouen-Asiago) della SuperFinal del 2012

La stagione seguente si è aperta con la Supercoppa giocata a Brunico: l'Asiago, passato in vantaggio con una rete di Stefano Marchetti, è uscito sconfitto per 3-1. Per la squadra allenata da John Tucker si trattava della quinta partecipazione alla competizione che veniva disputata per la decima volta. La squadra tuttavia, come la stagione precedente puntava tutto sulla Continental Cup: questa volta l'Asiago è riuscito a centrare l'obiettivo vincendo il girone di semifinale giocato ad Herning, in Danimarca, e per la prima volta nella sua storia è riuscito ad accedere alla fase finale del torneo. La Super Final di Continental Cup si è disputata a Rouen, in Francia, dove l'HC Asiago ha affrontato i padroni di casa (Dragons de Rouen) qualificati di diritto in qualità di squadra ospitante; i bielorussi dello Junost Minsk, detentori del titolo; e gli ucraini del Donbass Donetsk (futura squadra di KHL), vincitori del girone E tenutosi proprio a Donec'k.
L'approccio alla finale è stato poco convincente da parte degli stellati, che hanno perso tutti e tre gli incontri disputati. Il titolo è andato invece alla squadra di casa che ha vinto la coppa grazie ad un maggior numero di reti segnate rispetto alle altre due avversarie (le tre squadre hanno infatti chiuso la Super Final con gli stessi punti, e con la stessa differenza reti per quanto riguarda i vincitori di Rouen e i campioni uscenti di Minsk). A causa di tale rendimento e a seguito dell'esclusione dalla final-four di coppa Italia e della mancata qualificazione al primo gruppo nella seconda fase del campionato, il 6 febbraio viene esonerato dall'incarico tecnico John Tucker e la panchina viene affidata a John Parco (già vice-allenatore, allenatore delle giovanili e membro dello staff tecnico della nazionale). Tuttavia il cambio di gestione tecnica non porta i cambiamenti sperati e l'Asiago, accreditato dagli addetti ai lavori come favorito per la conquista del titolo termina la stagione addirittura all'ottavo posto.

### Nuova denominazione
Dopo aver cambiato denominazione sul finire degli anni '10 (da Asiago Hockey Associazione Sportiva in Hockey Club Asiago) pochi anni dopo, il 19 luglio 2012, l'Hockey Club Asiago assume la nuova denominazione in Asiago Hockey 1935 (stesso nome della società che, dal 2009, si occupava del settore giovanile, della serie C e del settore femminile). Nuovo presidente sarà l'architetto Enrico Vescovi che succede all'avvocato Piercarlo Mantovani. Mario Lievore (già vicepresidente federale) verrà invece nominato presidente onorario. Il cambio di denominazione si era reso necessario a seguito delle norme dettate dalla FISG che imponevano l'assunzione di una nuova forma giuridica in società di capitali (Società a responsabilità limitata o Società per azioni) da parte delle squadre italiane. All'acquisto di quote della nuova società, tra gli altri, hanno partecipato anche i cugini dell'inline, gli Asiago Vipers.

## Il quarto scudetto

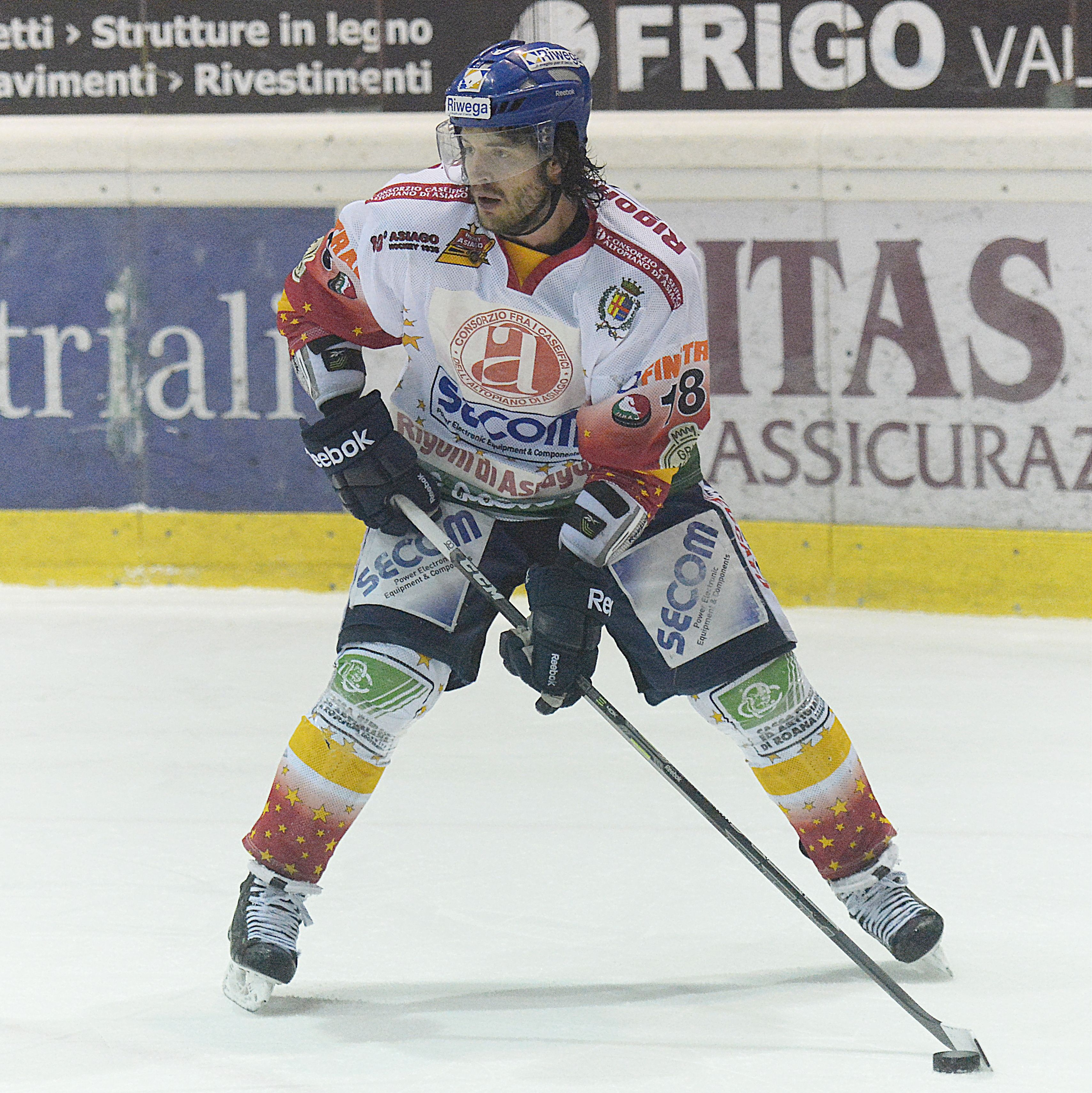
Layne Ulmer con la maglia giallorossa

Nella stagione 2012/13 l'Asiago parte, come tre anni prima, con gli sfavori del pronostico. La squadra infatti, complici numerosi problemi difensivi, sembra non convincere, finendo la stagione regolare relegata nel relegation round e non riuscendo a classificarsi per la final four di coppa Italia. Tuttavia, con il roster al completo, l'Asiago ingrana ed inizia a collezionare diversi risultati positivi che gli consentono di chiudere al primo posto la classifica nel relegation che vale il sesto posto assoluto. L'Asiago deve quindi affrontare nei playoff la terza classificata, i campioni in carica del Bolzano, che vengono sorprendentemente battuti piuttosto agevolmente. Nelle semifinali si ripete invece lo scontro degli ultimi anni, quello contro il Val Pusteria, team favorito in partenza anche per l'aver vinto la regular season per la terza volta consecutiva. Altrettanto sorprendentemente l'Asiago piega gli altoatesini, soprattutto grazie all'esplosione della prima linea (composta da Bentivoglio, Ulmer e Di Domenico) che appare la linea più forte del campionato, tanto da avere in Bentivoglio il top scorer della serie A (che all'Asiago mancava dai tempi di Lucio Topatigh).
Sconfitti nettamente i lupi gialloneri (serie conclusasi 4-0 per l'Asiago, con 23 gol realizzati e 7 subiti), l'Asiago ottiene quindi la sua nona finale playoff, la terza in quattro anni. Dopo aver battuto campioni e vicecampioni d'Italia, in finale l'Asiago sfida il Valpellice, squadra alla sua prima finale scudetto e che solo 7 anni prima era farm-team proprio dell'Asiago ma che comunque aveva vinto, pochi mesi prima della finale, il suo primo trofeo, la coppa Italia. La serie si chiude a gara-5 nel palaghiaccio olimpico di Torre Pellice dove l'Asiago batte i padroni di casa per 6-5 all'overtime, le quattro vittorie degli stellati contro la sola vittoria del Valpellice ottenuta in gara-3 regalano così all'Asiago il suo quarto titolo, terzo in quattro anni.
Al termine dei playoff, in sole 15 partite la prima linea dell'Asiago metterà a segno ben 110 punti, nonostante la defezione per un paio di partite del centro Layne Ulmer. La stagione trionfale della società giallorossa si è inoltre conclusa con tutte le squadre giovanili dell'Asiago piazzatesi entro i primi 4 posti dei rispettivi campionati, con la under-14 che ha anche vinto il titolo battendo nella gara decisiva il Val Pusteria per 8-0 fuori casa. Tali prestazioni hanno confermato la solidità del vivaio asiaghese oltre che l'attestare la struttura societaria come una delle migliori del panorama nazionale.

## Verso il quinto titolo e la conquista della AHL
La stagione 2013-14 (la cinquantesima nel massimo livello del campionato italiano per l'Asiago) ha visto gli stellati partire in quarta, andando a conquistare subito la vetta della classifica e andando anche a vincere dapprima la supercoppa italiana (nel match disputato contro il Valpellice) e poco dopo il girone di semifinale di Continental Cup giocato in casa, dove l'Asiago ha battuto agevolmente i campioni britannici in carica, quelli kazaki e i vincitori del secondo livello del campionato russo. In coppa Italia è uscito invece in semifinale. Successivamente ha giocato, per la seconda volta nella sua storia, la SuperFinal di Continental Cup (giocata ancora una volta a Rouen), dove, dopo un ottimo esordio (6-0 ai padroni di casa dei Dragons de Rouen), niente ha potuto contro i campioni norvegesi dello Stavanger Oilers (in procinto di iscriversi in KHL) e i fortissimi ucraini del Donbass Donetsk (già incontrati due anni prima e che si trovavano al momento terzi in classifica in Kontinental Hockey League).
Dopo la finale europea, anche a causa di numerosi infortuni e delle molte partite da recuperare, la squadra ha perso la testa della classifica e nel mese di febbraio anche il suo giocatore più rappresentativo, il fuoriclasse Chris DiDomenico (che si trovava in testa alla classifica dei top scorer), intenzionato a giocare in un campionato di maggior visibilità come quello svizzero. L'Asiago termina quindi la stagione regolare al secondo posto, e dopo aver perso la sfida col Val Pusteria nel primo turno dei playoff, in questa stagione rivoluzionati, passa il secondo turno contro il Vipiteno ed accede così alla semifinale, dove incontra il Renon che però ha la meglio sugli stellati, che, oltre alla stanchezza per le numerose gare in più disputate rispetto agli avversari, si deve scontrare con il goalie della squadra altoatesina, l'ex NHL Chris Mason, barriera insuperabile che permette alla squadra di Collalbo di giocarsi la sua quinta finale scudetto. L'Asiago termina quindi il campionato al 3º posto.

### Il quinto titolo

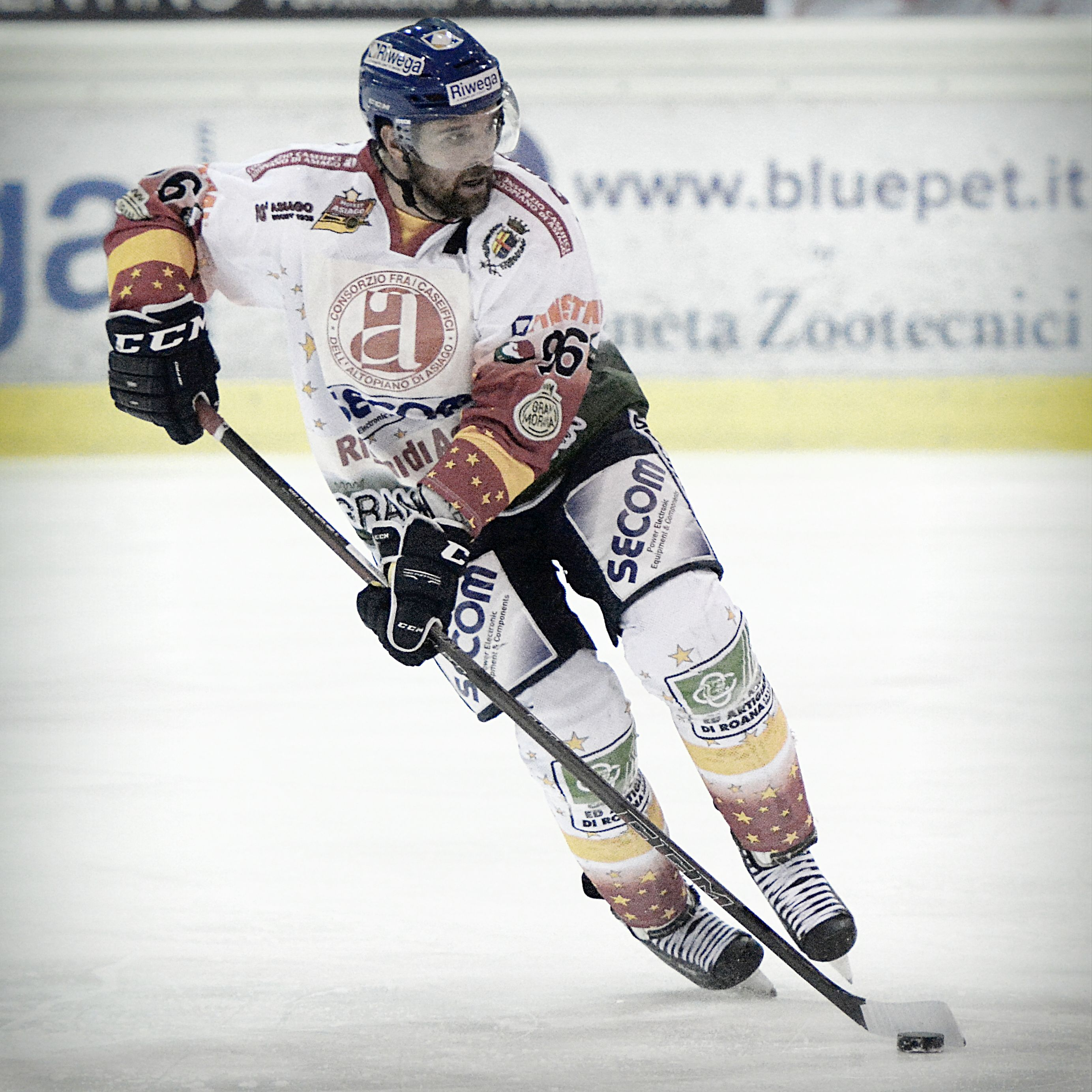
Michele Strazzabosco alle sue ultime apparizioni da giocatore: con la maglia dell'Asiago - coppe nazionali e competizioni europee escluse - giocherà oltre 700 partite

Nella stagione 2014-15 l'Asiago, dopo aver disputato un'ottima prima parte del campionato (raggiungendo il primo posto in classifica, ma non vincendo la regular season a causa della classifica avulsa) e dopo aver dominato la seconda fase del torneo, chiusa al primo posto dopo aver vinto quasi tutte le partite disputate contro le più forti squadre del torneo (inserite nel master round), incrociò ai quarti di finale l'HC Eppan, che aveva eliminato nello spareggio per l'accesso ai playoff il Cortina, e che si trovava così a disputare, per la prima volta nella propria storia, i playoff scudetto. La squadra altoatesina raggiunse i quarti allenata da Patrice Lefebvre, ex giocatore dei Milano Vipers che aveva affrontato più volte l'Asiago nelle finali scudetto di tre lustri prima.
Dopo una tiratissima serie, arrivata addirittura a gara-7, l'Asiago riuscì ad avere la meglio e ad accedere alla sedicesima semifinale playoff della sua storia, dove affrontò i meneghini del Milano Rossoblu, eredi diretti proprio dei Vipers, tornati da poco in serie A. Al contrario dei pirati gialloblu, i milanesi vennero liquidati in sole 4 gare e l'Asiago tornò quindi, dopo un solo anno, a disputarsi una nuova finale scudetto, la decima della propria storia nei playoff. In finale l'Asiago incontrerà il Renon (già incontrato nella finale del 2010) campione d'Italia in carica e detentore anche dell'ultima coppa Italia. La serie è tiratissima, tanto che si deve andare a gara-7, dopo che l'Asiago spreca la possibilità di vincere il titolo a Collalbo, essendosi portato in vantaggio (3-2) nella serie. Il 9 aprile 2015, vincendo per 4 a 2 la settima partita di finale, i vicentini scuciono lo scudetto dalle maglie del Renon e si laureano per la quinta volta campioni d'Italia.

### Iscrizione in AHL
La stagione 2015-16 si è aperta con la conquista della terza supercoppa. Successivamente l'Asiago ha disputato (in casa) il girone di semifinale di Continental Cup, arrivando a qualificarsi (assieme al team danese dell'Herning Blue Fox, allenato dall'ex Mario Simioni) per la terza volta nella propria storia alla finale che, per l'ennesima volta, l'IIHF assegnò alla città francese di Rouen nonostante la candidatura delle altre finaliste tra cui anche Asiago. Subito dopo l'Asiago andò a disputare il turno preliminare di coppa Italia, giocando contro il Vipiteno che, nel draft, aveva scelto di sfidare proprio l'Asiago: grazie ad una schiacciante superiorità (punteggio totale di 12 reti a 5 per i giallorossi) la squadra di Lefebvre si qualificò per la FinalFour, uscendo però di misura nel match di semifinale giocato a Brunico contro i padroni di casa.
Nei primi giorni di gennaio l'Asiago volò quindi in Francia per disputare la SuperFinal continentale, dove però scese sul ghiaccio poco aggressivo, atteggiamento che costò ai giallorossi due sconfitte nelle prime due partite di finale, a nulla valse la vittoria nell'ultima partita in programma: nonostante lo stesso punteggio finale di altre due compagini, il team altopianese nella competizione europea (obiettivo stagionale della dirigenza) si qualificò al quarto ed ultimo posto a seguito della classifica avulsa.
In campionato, dopo aver superato solo alla settima gara il Valpellice (sesta classificata) nei quarti di finale, l'Asiago sfida il ValPusteria alle semifinali, dove però perde per ben 3 turni (per squalifica) il suo centravanti più pericoloso, Sean Bentivoglio. Dovrà inoltre giocare tutti i playoff prima col terzo portiere e poi con il secondo: Chris Carrozzi salterà infatti tutta la serie per motivi mai specificati. In semifinale gli stellati non decollano (tranne in gara 2 dove però la squadra altopianese perde all'overtime, complici alcune sviste arbitrali) e devono cedere il passo al team di Brunico che vince 4 partite su 4. L'Asiago si classifica quindi al terzo posto finale.
Al termine della stagione, nuove nubi si addensano attorno all'hockey italiano, sempre più in difficoltà: sarà l'incentivo per istituire, assieme ad alcune compagini straniere, un nuovo campionato, denominato Alps Hockey League che sostituisce quindi la massima serie del campionato italiano pur continuando ad assegnare il titolo di Campione d'Italia. Inizialmente l'Asiago (assieme all'altra storica formazione veneta, il Cortina) si oppone all'istituzione della nuova Lega, ma, ricevute garanzie sul livello del campionato e sull'assegnazione dello scudetto, anche la dirigenza stellata si iscrive al nuovo torneo dove confluisce la quasi totalità delle compagini uscenti dalla vecchia Serie A.
Il debutto nel campionato di AHL è negativo per gli stellati che, pur partiti coi favore dei pronostici (anche i media austriaci davano infatti la squadra allenata da Tom Barrasso favorita per la vittoria finale) non riescono a fare buon gioco e si ritrovano nella parte bassa della classifica. A metà campionato vi è però una svolta e l'Asiago colleziona 13 vittorie consecutive che gli permetteranno di rientrare nelle prime sei posizioni della graduatoria che garantiscono l'entrata nei playoff. L'Asiago rientra anche tra le prime formazioni italiane in classifica e ciò gli consentirà di potersi giocare la final four per l'assegnazione del titolo di campione d'Italia (la Federazione decise di utilizzare questa nuova formula per assegnare lo scudetto proprio a seguito della nascita della AHL). Viene scelta come sede di finale proprio la pista dell'Hodegart (ancora prima che l'Asiago fosse sicuro di potersi giocare la final four): in semifinale gli stellati se la devono vedere con la seconda classificata, ossia il Val Pusteria, formazione contro cui l'Asiago gioca a gran ritmo e che batte per 3-1. Nella finalissima l'Asiago si scontra con l'altro quotato team altoatesino, i campioni in carica del Renon. Passato in vantaggio per 2-0, l'Asiago si fa prima rimontare e poi va sotto per 2-3. Non basta il forcing finale e, complice anche la sfortuna (palo interno di Casetti), la partita termina con questo punteggio laureando per la seconda volta consecutiva campione d'Italia la formazione del Renon.

### La vittoria della Alps Hockey League
Il secondo anno di AHL - Serie A vede l'Asiago dominare in lungo e in largo il campionato sovranazionale (stabilendo anche il record di 17 vittorie consecutive) che chiude matematicamente al primo posto con una giornata di anticipo e si classifica senza problemi alla Final Four Scudetto (verrà sorteggiata ancora una volta la pista dell'Hodegart) ma questa volta, nuovamente contro il Val Pusteria, i brunicensi avranno la meglio (nonostante il divario in classifica di 20 punti) e l'Asiago, incapace di reagire, uscirà così di scena dalla finale scudetto. Nel torneo europeo l'Asiago sceglierà, contro i pronostici, di sfidare nei quarti di finale l'ostico Vipiteno (classificatosi ottavo ma che nella final four scudetto aveva dato filo da torcere al Renon), anziché la seconda squadra di Salisburgo (considerata dagli addetti ai lavori più abbordabile, ma che avrebbe costretto la squadra a una trasferta più lunga). L'Asiago supererà tuttavia il turno senza difficoltà (dove però perderà l'assistente capitano Matteo Tessari sino al termine della stagione), andandosi quindi a scontrare in semifinale, ancora una volta, col Val Pusteria: il team vicentino avrà la meglio, vincendo tutte le partite della serie che risulteranno comunque combattute in particolare grazie alle rimonte sul finale di tempo degli avversari. L'Asiago quindi, senza perdere nemmeno un incontro nei primi due turni dei playoff, approderà per il secondo anno consecutivo in finale di AHL, dove si ripeterà la sfida della prima edizione contro il Renon. Gara-1 di finale è dominata dagli stellati (che vincono 3-0 ed ottengono l'undicesima vittoria consecutiva) mentre gara-2 l'Asiago la recupera solo a 40 secondi dalla sirena finale (segnando con Nigro il gol del 2-2 con sei uomini di movimento) ma poi, complice l'inferiorità numerica fischiata nell'overtime e un contestatissimo fallo sul portiere, i giallorossi subiranno il gol della sudden death che porterà la serie in pareggio. Gara-3 verrà nuovamente vinta, come il precedente turno fra le mura amiche, in maniera autoritaria (5-1) dagli stellati, capaci di passare velocemente sul 2-0 grazie a un doppio power play di 5 contro 3. Nonostante il match incanalato già prima di metà gara sulla vittoria giallorossa, la partita sarà fino all'ultimo istante molto tesa (si conteranno in totale 58 minuti di penalità fischiati). Gara-4 è giocata sull'equilibrio, nel secondo terzo il Renon non riesce a sfruttare 4 minuti consecutivi di power play di cui 2 pieni in 5 contro 3 ed il risultato resterà sempre di reti bianche, sarà un nuovo power play tuttavia a sbloccare, nel terzo periodo, la partita, col Renon che dopo aver segnato si porterà poi sul 2-0 con l'uomo lanciato solo verso Cloutier a causa di un cambio stellato errato. L'Asiago giocherà già dai 5 minuti dalla fine con l'uomo di movimento in più ma il risultato non cambierà più e la sirena decreterà il nuovo pareggio nella serie. Gara-5 si gioca in sostanziale equilibrio, è comunque l'Asiago a segnare per primo e a chiudere il primo tempo in vantaggio, nel secondo tempo pareggiano gli ospiti poi in avvio dell'ultimo periodo ancora in gol l'Asiago (in power play) col risultato che non cambierà più: 2-1 il punteggio finale e 3-2 la serie. In gara-6 l'Asiago ha quindi la possibilità di conquistare il titolo: a Collalbo la partita si gioca come sempre sull'equilibrio, ma a metà del primo tempo i padroni di casa passano con Thomas Spinell, l'Asiago non riesce a reagire e il risultato resta fermo sull'1-0. Nel periodo centrale però gli stellati trovano quasi subito la rete del pareggio con Anthony Bardaro (votato miglior giocatore della Lega) e subito dopo il 2-1 con Anthony Nigro (in 5 vs 3). L'Asiago gioca meglio ma poi incappa in 4 minuti di penalità (fischiati a Simone Olivero): il Renon preme ma Cloutier è insuperabile, poi è l'Asiago a tornare sotto e trova pure la rete dell'1-3 che però viene inspiegabilmente annullata dopo aver visto le immagini tv da parte degli arbitri. Il terzo tempo si apre con l'assenza di Fabrizio Pace (a causa di una ferita) e a seguito anche dell'assenza (dai quarti di finale) di Matteo Tessari, gli stellati sono costretti a giocare l'ultimo tempo senza 4 linee d'attacco. I primi minuti scorrono via veloci, poi a 13':16" dalla fine i gemelli Ahlströhm confezionano il pareggio. Subito dopo viene fischiata una dubbia penalità a Scandella (stecca alta) e poi un'altra penalità a Bardaro consegnando 40" di 5 vs 3 per i bolzanini che non lo riescono però a sfruttare anche grazie alla solita reattività di Cloutier, non viene poi fischiato un fallo sullo stesso Scandella in zona offensiva e in contropiede il Renon segna in power play semplice (con l'ex Andreas Lutz) tornando a condurre. Sul finale l'Asiago preme tantissimo ma il pareggio non arriva, a un minuto dal termine viene schierato anche il sesto uomo di movimento ma senza successo e la serie viene riportata in pareggio. Serve la settima partita quindi per decidere chi si aggiudicherà la seconda edizione della AHL. L'Asiago parte velocissimo e dopo pochi secondi è già in vantaggio con una rete di Stevan, il 2-0 arriva invece con una gran giocata di Nigro. Il Renon prova a reagire e Borgatello accorcia quasi subito con un tiro che nel traffico sorprende Cloutier sul primo palo. Il Renon cerca il pari ma è invece l'Asiago ad allungare ancora grazie a un tiro sporco di Scandella deviato da Marco Rosa. Il primo terzo termina così sul 3-1. Nel secondo periodo il Ritten accorcia con Lutz ma gli arbitri controllano le immagini per evidente stecca alta di Edoardo Caletti ma i capi arbitri, non potendo vedere le immagini che da sopra la porta, assegnano il gol. L'Asiago non ci sta e trova subito il 4-2 (con Marco Magnabosco), il doppio vantaggio dura però poco in quanto, complice la difesa stellata distratta, il Renon segna una dopo l'altra (Thomas Spinell in power play e poi Tommaso Traversa) due reti pareggiando il match. Il pareggio non dura a lungo che ancora Magnabosco conferma l'ottima prestazione della terza linea riportando avanti i suoi: 5-4. In seguito un brutto fallo di Traversa costa 4 minuti di penalità al giocatore ospite e a 6" dallo scadere della stessa Stevan in rebound allunga ancora e la seconda frazione di gioco si chiude con un pirotecnico 6-4. Il terzo tempo scorre sino ai 3:32 dalla fine quando il Renon segna ancora con evidente stecca alta: gli arbitri osservano anche questa volta le immagini e non potendo rivedere l'azione dal basso assegnano nuovamente la rete. Si riprendere tra le proteste ma dopo dieci secondi, direttamente dall'ingaggio, Conci fa secco Killeen: 7-5. Gli ospiti tolgono il portiere ma oramai non c'è più tempo e l'Asiago vince la Alps Hockey League tra i festeggiamenti dell'Hodegart.

## Altri tre scudetti e secondo titolo della AHL
L'anno successivo l'Asiago si concentra solo sul campionato, non concedendo la vittoria del campionato di AHL alcuna partecipazione ad altre coppe o trofei. La partenza non è delle migliori, in quanto vede, a stagione in corso, il coach Tom Barrasso decidere di avvalersi di una clausola contrattuale che gli consentiva di lasciare gli stellati in caso di offerte più vantaggiose, Barasso decide infatti di andare nel Regno Unito, allo Sheffield Steelers lasciando così la squadra, con una lettera d'addio, improvvisamente senza allenatore. Poco dopo arriverà sulla panchina Scott Beattie, che però a sua volta lascerà Asiago dopo appena 17 giorni dal suo arrivo, creando malumori in casa giallorossa. Sarà quindi l'allenatore di lunga data (il suo esordio da allenatore è addirittura della stagione 1979-80, tra l'altro vittoriosa, alla guida del Gardena) Ron Ivany a prendere in mano il team vicentino, team che si troverà ad inizio gennaio al quarto posto in classifica tra le squadre italiane iscritte in AHL: ciò garantirà all'Asiago l'accesso alle semifinali scudetto, titolo che in questa stagione non viene più attribuito mediante la disputa di una Final Four, ma con un meccanismo diverso. L'Asiago sfida quindi in semifinale la prima in classifica, che sono ancora una volta i rivali del Val Pusteria. L'accesso alla finale prevede una doppia sfida, con l'andata da giocarsi ad Asiago ed il ritorno a Brunico, sono altresì possibili i pareggi tra le due squadre, infatti l'accesso alla finale è determinato con un sistema a punteggi (che non prevede comunque la possibilità di un doppio pareggio). Gara-1 termina proprio in parità, venendo giocata molto bene dall'Asiago (sconfitto sia all'andata che al ritorno dal ValPusteria nel torneo di AHL): l'Asiago si porta in vantaggio nel secondo terzo, poi nel terzo periodo subisce il pari ed il sorpasso dagli ospiti che colpiscono in ambedue le occasioni in superiorità numerica. Gli stellati soffrono le troppe penalità, ma appena rientrato Matteo Tessari dai due minuti fischiategli per cross-checking a pochi minuti dal termine, coach Ivany tenta la carta del sesto uomo di movimento, e a 17 secondi dalla sirena Marco Rosa trova il gol con un tiro dalla distanza, portando nel definitivo pareggio la gara. Asiago e ValPusteria conquistano quindi 1 punto a testa nella prima sfida. Tutto si decide in gara-2, da giocarsi al Lungo Rienza di Brunico. La sfida si apre con un buon equilibrio ed il primo tempo termina sullo 0-0 senza il predominio da parte di alcuna squadra. Nel secondo terzo l'Asiago riesce a superare 4 minuti consecutivi di inferiorità, poi la svolta del match: segna in mischia prima Alex Gellert, subito dopo lo 0-2 è messo a segno da Marco Rosa che raddoppia (in powerplay) con una grande azione personale. Nel terzo terzo il ValPusteria prova inutilmente a impensierire Cloutier e la marcatura dei padroni di casa arriva solo a 3 minuti dal termine, quando Phil Pietroniro lascia, per la terza volta nella serata, la squadra in inferiorità numerica. La difesa stellata non lascerà però altri spazi e i due punti conquistati portano l'Asiago in finale scudetto, superando ancora una volta i brunicensi in una sfida dove i favoriti erano proprio i gialloneri, che stavano dominando il campionato di AHL. In finale l'Asiago ritrova quindi il Renon: gara-1 viene giocata in casa, e sono gli ospiti ad andare immediatamente in vantaggio, risultato sul quale si chiude anche il primo tempo. Nel secondo terzo gli stellati premono trovando sia la via del pareggio che quella del vantaggio e la partita viene così ribaltata. Sul 2-1 inizia il terzo terzo, il Renon pareggia e subito dopo torna nuovamente a condurre, complice un Cloutier (ex della partita) non molto reattivo. Ma l'Asiago non demorde e pareggia ancora i conti, ma in seguito con un altro tiro dalla distanza i Rittner Buam colgono anche la quarta rete. A nulla serve il forcing finale dell'Asiago, e la partita termina sul 3-4. In gara-2, disputata il giorno successivo (la quarta partita in 5 giorni), ci si gioca il titolo: l'Asiago a Collalbo è costretto a vincere ma parte male, cadendo in due penalità ravvicinate, poi però al primo tiro in porta i giallorossi trovano il vantaggio con Naclerio ma dopo tre minuti Markus Spinell pareggia. L'Asiago non ci sta e dopo 22 secondi torna a condurre (gol di Bardaro). Il primo tempo termina con un palo dei padroni di casa ma con l'Asiago avanti 1-2. Nel secondo periodo l'Asiago mostra il suo maggiore cinismo e sigla immediatamente l'1-3 (con Tessari dopo 35"). Nei minuti successivi l'Asiago schiaccia i padroni di casa che però vanno in rete in powerplay, ma il gol viene annullato per stecca alta. Al giro di boa però Cloutier regala il disco al Renon che con Dan Tudin accorcia, pochissimo dopo però Bardaro in powerplay segna ancora. Sul finale di frazione il Renon coglie un palo e una traversa mentre l'Asiago sbaglia un gol a porta vuota con Michele Marchetti. Il secondo tempo termina quindi sul 2-4. In avvio dell'ultimo terzo il Renon prova a partire in pressing ma un bel tiro di Eriksson viene neutralizzato da Cloutier, dall'altra parte è Tragust ad evitare per due volte la capitolazione. Nel prosieguo l'Asiago vince tutti gli ingaggi e Magnabosco con una bella azione personale sigla il 2-5 a 9 minuti dalla fine, due minuti dopo è Rosa (in pp) ad allungare ancora. Il match termina a ritmi più lenti sul 2-6, ma a seguito del nuovo regolamento serve l'overtime per assegnare l'85º scudetto. Il tempo supplementare corre via veloce, a 4 minuti dal termine Naclerio coglie il palo per l'Asiago mentre un minuto dopo, al 17:06 dell'overtime, il lettone Oleg Sislannikovs riesce a segnare il gol della sudden death. Per il machiavellico regolamento il Renon perde la partita 3-6 ma si aggiudica lo scudetto.
Nel campionato di Alps Hockey League 2018-2019 l'Asiago sul finire di stagione agguanta il quarto posto, scavalcando in classifica proprio il Renon e permettendosi così la possibilità di saltare il turno preliminare dei playoff. Nei quarti di finale, a sorpresa sia l'Olimpija che il Salisburgo jr. decidono di non scegliere lo Jesenice (peggio classificato rispetto alle sfidanti scelte dal team sloveno e da quello della seconda squadra di Salisburgo), all'Asiago tocca così lo Jesenice, ottavo in classifica e che aveva superato nel turno preliminare dei playoff il Vipiteno. La serie viene sorprendentemente vinta per 4-0 dalla compagine slovena: l'Asiago perde di misura il primo match in casa, e con esso il top scorer Bardaro per tre giornate, complice anche tale assenza, gli stellati non riusciranno più a risollevarsi nella serie, dando così addio al torneo già dai quarti di finale, dopo aver disputato la finale nei due anni precedenti.

### Il sesto scudetto
L'anno successivo gli stellati partono bene in campionato, ma nel prosieguo subiscono un calo che portano la società a decidere per un cambio di allenatore: a gennaio subentra a Barry Smith sulla panchina giallorossa il coach finlandese Petri Mattila, che riesce a dare una svolta al gioco dell'Asiago. Contestualmente l'Asiago perde per infortunio il portiere titolare, Gianluca Vallini, e la società opta per richiamare in altopiano Frédéric Cloutier (che nel frattempo si era ritirato dall'attività agonistica) facendogli firmare un contratto di un mese. Grazie al cambio di rotta imposto dal nuovo coach, gli stellati riescono a ribaltare le sorti del pronostico nei playoff scudetto e a battere il Renon (primo in classifica) andando a vincere la decisiva gara-3 a Collalbo, riuscendo quindi a centrare nuovamente la finale. Mattila in finale trova il Val Pusteria, squadra di cui era stato allenatore fino a Natale e le due stagioni precedenti (il tecnico era stato appena esonerato in quanto i giocatori pusteresi non lo seguivano più). Parallelamente la squadra riesce anche a centrare il 5º posto in regular season di AHL (solo grazie alle vittorie nelle ultime partite della stagione regolare), che vale l'automatica entrata nei playoff. Nella finale scudetto l'Asiago si deve arrendere in gara-1 ai padroni di casa, a causa di un gol fortuito e del successivo 2-0 subito sul finale a porta vuota nel tentativo di pareggiare la partita. Ad Asiago i giallorossi impongono però il proprio gioco, e superano il ValPusteria con un netto 4-1. Alla bella, giocata già il giorno seguente la gara-2, l'Asiago parte fortissimo e conclude il primo terzo sull'1-3. Il ValPusteria segna nel secondo tempo un'altra rete, ma successivamente il risultato non si sblocca più se non grazie all'emptynet gol del definitivo 2-4 che sancisce il successo stellato sulla pista di Brunico. L'Asiago conquista così il sesto scudetto della propria storia.
Nel prosieguo di stagione di AHL l'Asiago perde per infortunio anche Cloutier (ad agosto gli stellati avevano perso, sempre per infortunio, anche Rudy Rigoni, portiere che doveva diventare il backup di Vallini, che però salta l'intera stagione a causa di un incidente automobilistico). Complici anche altri infortuni, la squadra termina la seconda fase al sesto posto. Poco prima dell'inizio dei playoff tuttavia, il campionato viene definitivamente interrotto a causa della Pandemia di COVID-19 del 2019-2020 nel mondo che obbliga a sospendere pressoché tutte le discipline sportive in programma a livello internazionale.

### Il settimo titolo
Il campionato 2020/21 inizia in casa Asiago con difficoltà dovute all'epidemia di COVID, che costringe il team a un periodo di stop. La stessa epidemia costringe la Federazione internazionale ad annullare il torneo di Continental Cup, al quale l'Asiago si era qualificato stante la vittoria del campionato l'anno precedente. Per lo stesso motivo la Federazione italiana deve invece annullare per ben due volte la partita di Supercoppa, in programma come di consueto nel periodo autunnale. Durante il campionato, che riprende lentamente a disputarsi con regolarità, gli stellati si piazzano, nella fase valida per la griglia playoff scudetto, al secondo posto. Nella semifinale, giocata coi corregionali del Cortina, l'Asiago si impone vincendo due gare e si guadagna così, per la quindicesima volta, la finale scudetto. A sorpresa (la squadra, rispetto alle stagioni precedenti si era ridimensionata per dare più visibilità ai giovani), a sfidare l'Asiago, in finale approda nuovamente il Renon (vittorioso in gara-3 contro il Val Pusteria, primo in classifica). La finale, che si disputa come le semifinali al meglio delle tre gare, vede l'Asiago imporsi in gara-1 per 5 reti a 0. La partita vede comunque un sostanziale equilibrio con un gol non convalidato al Renon dal capo arbitro per un fischio troppo anticipato (mischia davanti a Vallini) che costa l'1-1 agli ospiti, subito dopo arriva invece il 2-0 stellato con l'Asiago che poi domina la partita. In gara-2 l'equilibrio prevale, fino a quando un arbitro involontariamente ostacola un difensore dell'Asiago che costa lo svantaggio agli altopianesi. Successivamente l'Asiago tenta di recuperare il match ma il Renon allo scadere si porta sul 3-0 con una rete anche in emptynet. Superata gara-2, giocata sottotono dall'Asiago, il titolo si decide pertanto in gara-3: la partita viene giocata con maggiore convinzione rispetto al match giocato a Collalbo da parte dei giallorossi, che chiudono il primo periodo sull'1-0. Il periodo centrale termina invece sul 3-1 e la terza frazione sul 5-1 finale. Il Renon, che ha disputato la serie di finale con l'assenza di alcuni giocatori e giocando spesso a tre linee contro le quattro dell'Asiago, deve quindi arrendersi ai giallorossi che, con un roster più ampio e tecnico, vincono, nello stadio chiuso a seguito delle norme contro l'epidemia di covid, il loro settimo scudetto.
Contestualmente l'Asiago approda nuovamente in finale di Alps Hockey League dopo aver agevolmente superato il Cortina ai quarti e con qualche difficoltà lo Jesenice in semifinale, ma perde 3-0 la sfida della finale contro il più quotato Lubiana che vince così il secondo titolo prima di abbandonare la AHL e reiscriversi in Österreichische Eishockey-Liga.

### Ottavo scudetto e secondo titolo di AlpsHL
L'anno venturo l'Asiago, Continental Cup esclusa dove comunque vince un girone, conquista ogni competizione nonostante il cambio di allenatore (il finlandese Petri Mattila rescinde il contratto per motivi familiari e dal 28 dicembre riapproda sulla panchina asiaghese lo statunitense Tom Barrasso): la stagione che si era aperta con la vittoria di due supercoppe italiane consecutive (viene infatti disputata anche la finale di due anni prima rinviata per l'epidemia di COVID-19) vede la conquista di un nuovo scudetto con l'Asiago vittorioso sul Renon (nonostante una clamorosa svista degli arbitri che non vedono un gol segnato proprio nell'ultima partita della serie) e successivamente l'Asiago vince pure la AlpsHockey League dopo essere approdato nuovamente in finale ancora con una squadra slovena: la sfida contro lo Jesenice si decide tuttavia solo a gara-5 nonostante un Asiago apparentemente più forte nelle due partite perse (la seconda delle quali vede anche l'infortunio del portiere titolare): i giallorossi segnano il gol della vittoria a soli 90" dalla sirena finale portando così la squadra a conquistare ben 4 titoli in questa annata.

## L'iscrizione in Ice Hockey League
L'annata successiva si apre con la richiesta, in seguito accolta, di poter disputare il massimo campionato austriaco (denominato in questa stagione ICE Hockey League), sulle orme del Bolzano e del Valpusteria che già si erano iscritte al torneo, torneo che, grazie anche all'iscrizione di altre squadre provenienti da fuori Austria, rappresenta la più importante Lega sovranazionale dell'Europa centromeridionale. La decisione venne presa per poter partecipare a un campionato di elevato livello e viene accolta dalla Federazione austriaca a seguito della defezione, nello stesso campionato, del club austriaco del Dornbirner Eishockey Club oltre che del club ceco dell'Orli Znojmo. L'Asiago Hockey viene quindi ammesso, assieme ai Pioneers Vorarlberg, diretti eredi del Verein Eishockey Union Feldkirch anche perché successivamente lasciano la Lega anche i Bratislava Capitals (che a sorpresa si sciolgono, dopo la morte del figlio di Dušan Pašek, ex giocatore proprio dell'Asiago) e la società dell'altopiano ben impressionò la commissione degli osservatori della Lega. Alla richiesta venne tuttavia chiesto all'Asiago un adeguamento del proprio impianto, che vide inizialmente l'installazione di nuove balaustre e, al termine della stagione, anche di due maxischermo. Con l'entrata in Ice Hockey League, l'Asiago partecipa a una Lega che è membro di Hockey Europe, ente che riunisce i sette principali campionati europei di hockey su ghiaccio. 

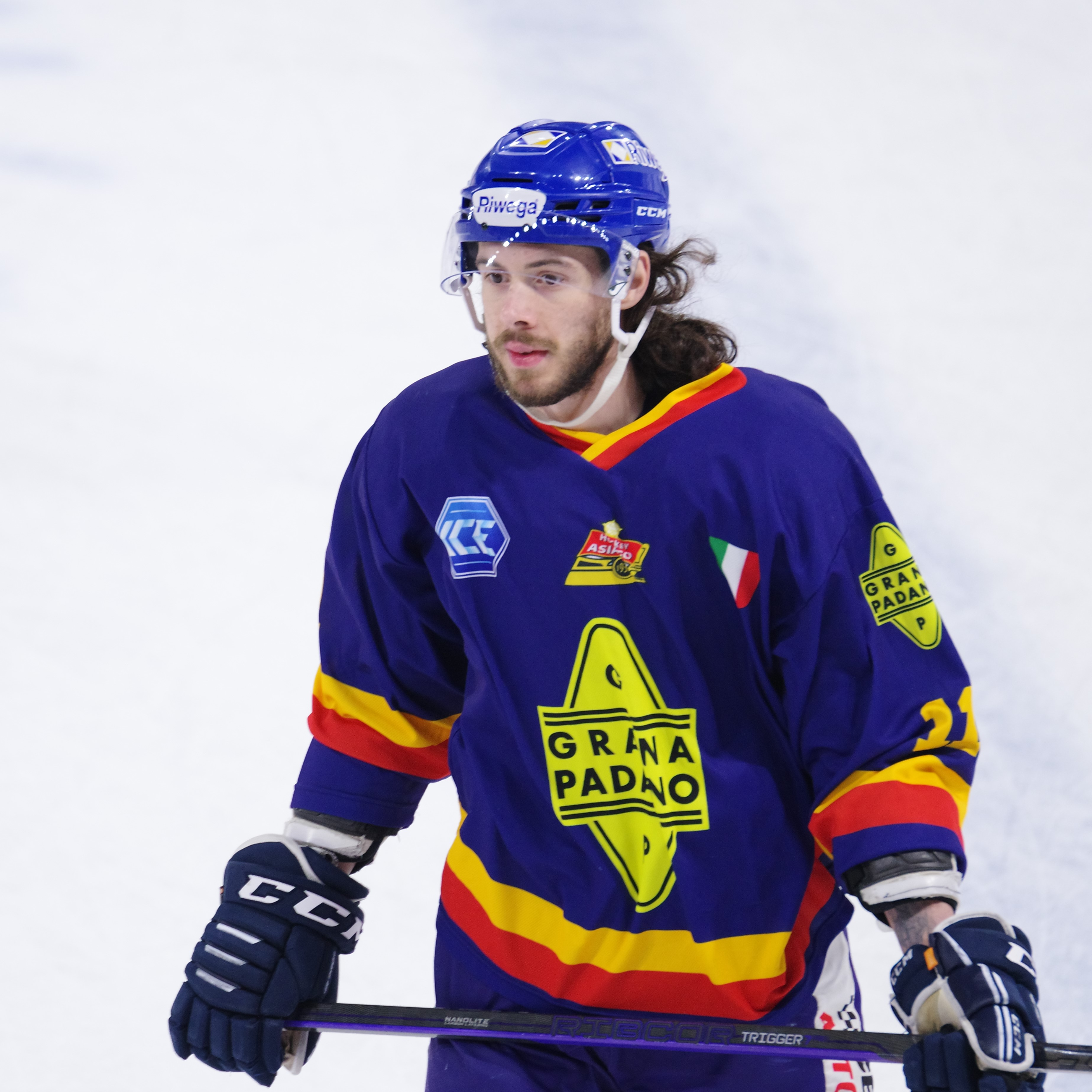
Giovanni Vallati dell'Asiago con la divisa d'allenamento nella SuperFinal del 2023

Ad inizio campionato i vicentini disputano la Supercoppa, vinta, anche se solo all'overtime, contro gli Unterland Cavaliers: si tratta della sesta Supercoppa e del diciassettesimo e, a seguito dell'abbandono del campionato, ultimo trofeo italiano conquistato. Nel frattempo gli stellati tra le squadre del campionato italiano stringono un accordo con l'SG Cortina che diviene farm-team dell'Asiago.

L'esordio in ICE Hockey League è altresì positivo perché gli stellati riescono a vincere la prima partita di campionato giocando fuori casa a Graz contro i Graz 99ers. Al termine della stagione la squadra si piazza al 9º posto (e riuscirà a battere, almeno una volta, tutte le squadre del campionato, compreso il Bolzano -vincitore della regular season- nel primo derby disputato a distanza di anni) accedendo così ai pre-playoff dove però viene eliminata dagli ungheresi dell'Alba Volán Sportclub di Székesfehérvár: il pick per le abbinate dei pre-playoff ha visto il Linz poter scegliere l'avversaria tra Asiago e Graz, optando per quest'ultima. L'Asiago dovette sfidare quindi il Fehérvár (squadra spesso evitata nel pick a causa della distanza di viaggio dal paese ungherese) per accedere ai quarti di finale.

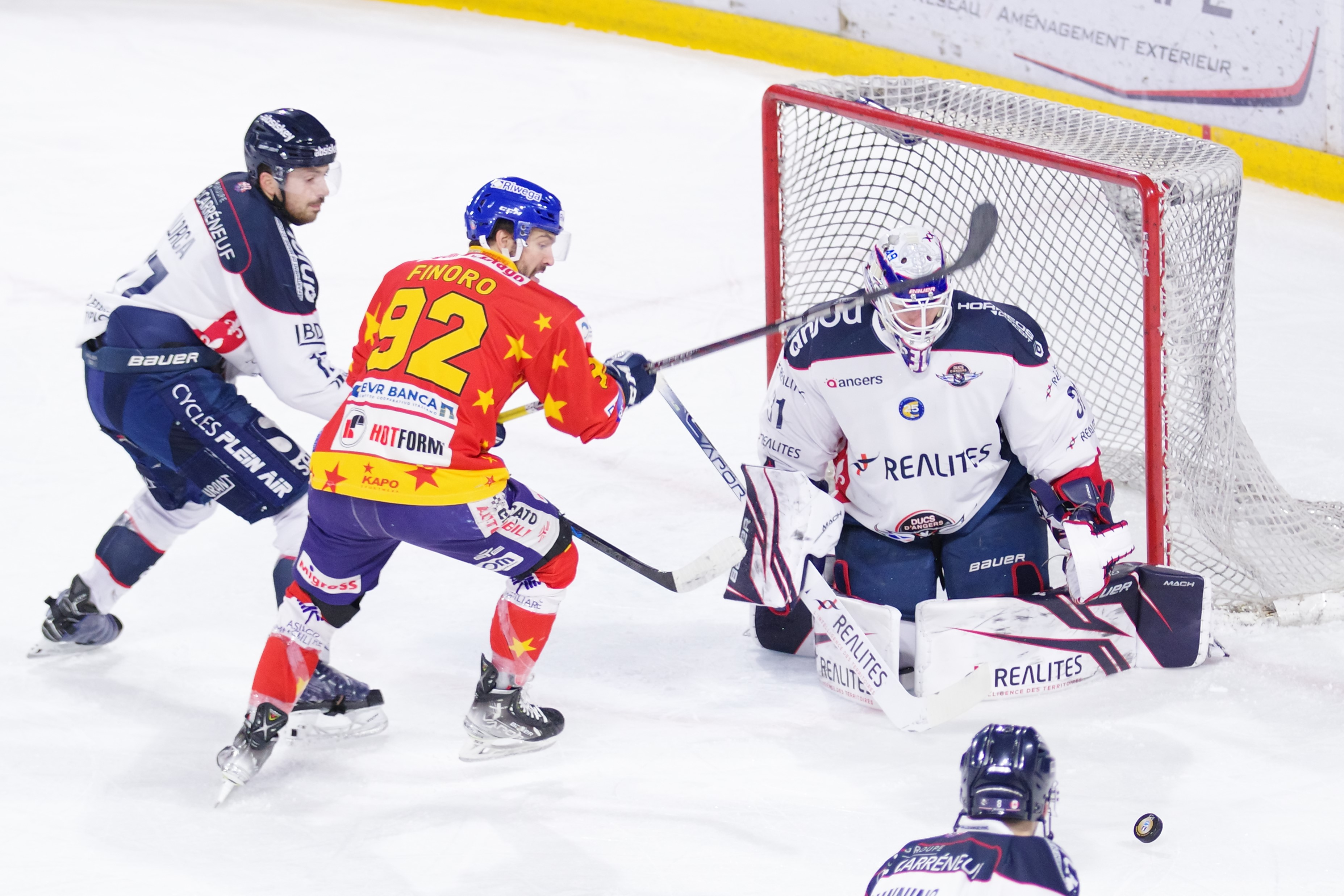
Asiago Hockey - Ducs d'Angers (3-2 all'overtime) alla SuperFinal della Continental Cup 2023 giocata ad Angers, in Francia

In IIHF Continental Cup 2022-2023 l'Asiago dovette invece giocare ben tre turni per arrivare alla SuperFinal che conquisterà anche in questa edizione, ma giungerà tuttavia all'ultimo posto frutto di due sconfitte e una sola vittoria all'overtime. Durante il campionato, l'Asiago non riuscirà mai a schierare il suo giocatore di maggior spessore, Adam Mascherin (draftato due volte: la prima nel 2016 dai Florida Panthers al 2º round come 38^ scelta assoluta, la seconda nel 2018 dai Dallas Stars al 4º round come 100^ scelta assoluta) per infortunio. 
Già sul finire del campionato 2022 2023 il ds Renato Tessari aveva confermato la permanenza di molti stranieri che avevano stipulato coi giallorossi contratti pluriennali. Lo stesso dirigente aveva altresì annunciato che l'Asiago avrebbe avuto l'opportunità di rigiocarsi lo scudetto che, precedentemente, non vedeva coinvolte le squadre di ICE Hockey League (opportunità che invece non si concretizzò mai, rimanendo escluse dalla disputa del titolo le squadre che si trovavano iscritte ad altri campionati). L'obiettivo dichiarato per il prossimo campionato fu quello di migliorare la stagione appena conclusasi, analizzata positivamente per l'ingresso nella nuova lega ma negativamente per la mancata conquista della Continental Cup. L'annata successiva non fu però positiva: l'Asiago si classificherà infatti al penultimo posto, non centrando quindi i playoff, tuttavia la squadra non aveva disputato un campionato sottotono ma era mancata la concentrazione sui finali di partita, dovuta anche al fatto che l'Asiago era l'unica squadra del campionato che schierava molti giovani provenienti dal proprio vivaio e a seguito degli infortuni si troverà spesso a giocare con sole tre linee. Inoltre, come ricordato dal ds Renato Tessari nell'intervista al quotidiano online "7 Comuni online" del 1º marzo 2024, l'Asiago era la squadra col budget più basso di tutta la lega, inferiore del 50% della squadra col più basso budget della lega.

## L'esclusione dalla ICE Hockey League
Nel campionato 2024-25 l'Asiago riceve l'approvazione da parte degli altri team per continuare a partecipare al suo terzo campionato in ICE Hockey League (7 squadre favorevoli contro 5 contrarie) al patto di adeguare lo stadio agli standard imposti dalla lega: proprio a causa di queste difficoltà, nel novembre 2024 la squadra si trovò in ritardo nei pagamenti degli stipendi dei giocatori e ciò fece pensare a una possibile esclusione della squadra dal campionato durante il torneo. A seguito di alcune scelte di mercato a campionato in corso, in particolare dopo la cessione del portiere Evan Cowley e contestualmente a una serie di sconfitte consecutive, sul finire dell'anno solare la tifoseria giallorossa decise di contestare la società, accusata di poca chiarezza nel proprio operato. 

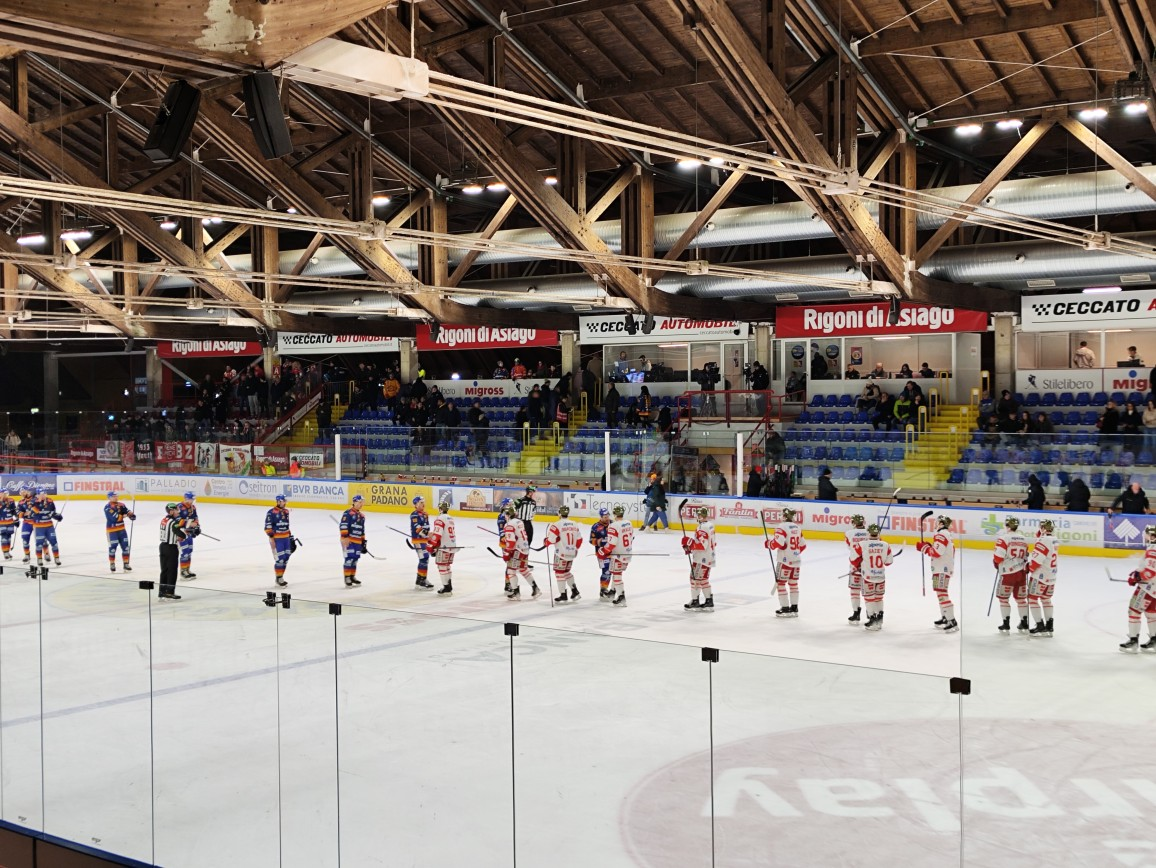
Asiago Bolzano del novembre 2024: a seguito dell'iscrizione in ICE Hockey League dell'Asiago, dal 2022 è tornato a disputarsi "il grande classico" dell'hockey italiano

A metà gennaio 2025, l'amministrazione comunale di Asiago si trovò a discutere coi vertici della ICE Hockey League e coi rappresentanti della nuova dirigenza giallorossa che si stava formando, per discutere circa la permanenza permanente dell'Asiago nella lega, la quale imponeva tuttavia l'adeguamento dello stadio (svolto in maniera parziale) ma si ventilava anche l'ipotesi della costruzione di un nuovo impianto di gioco.. La nuova dirigenza giallorossa nel frattempo aveva presentato ai vertici della ICE Hockey League un piano di rilancio dell'hockey ad Asiago, giudicato positivo, ma si dovette aspettare la metà del mese di marzo (decisione che poi slitterà alla metà di aprile) per la decisione degli altri team se confermare o meno la permanenza degli stellati nella Lega. Nel frattempo tuttavia, media austriaci affermavano che l'Asiago sarebbe stato escluso dalla lega per i problemi finanziari che si erano evidenziati durante l'ultimo campionato ma anche perché non aveva ottemperato ad alcuni adeguamenti dell'impianto di gioco. 
Nel frattempo  la nuova società, che cambiò nome tornando alla denominazione Hockey Club Asiago ed abbandonando il nome Asiago Hockey 1935 chiese nuovamente di poter partecipare alla ICE Hockey League, dato che la vecchia società era stata esclusa formalmente dal campionato. Il 18 aprile 2025 arrivò la notizia che solo 6 società sulle 12 rimaste in ICE votarono per la permanenza nella lega dell'Asiago, pur ora guidato da una nuova dirigenza: mancando la maggioranza dei due terzi, la squadra stellata venne quindi estromessa definitivamente dal torneo. Gli stellati chiesero quindi di poter tornare nella Alps Hockey League, richiesta che verrà formalmente accettata dalla lega il 2 maggio 2025.

## Il ritorno in AHL
Il nuovo presidente dell'Asiago, Mario Lievore (già alla presidenza del club a cavallo degli anni'80 e '90), informò che oltre al campionato, dove l'Asiago avrebbe cercato di valorizzare il proprio vivaio, la nuova dirigenza giallorossa si sarebbe concentrata sull’impianto sportivo ma anche su altri progetti, in particolar modo l'academy. Sfumò poi l'idea dello stesso presidente di avere due squadre, una in ICE Hockey League e una seconda squadra iscritta al campionato italiano.
Nel frattempo la nuova società, oltre al cambio di denominazione, introdusse anche una modifica nel colore del logo: non più la scritta H.C. Asiago su sfondo rosso, ma blu: questa decisione venne presa grazie al ritrovamento di una spilla disegnata nel 1953 dall'ex giocatore asiaghese Giorgio Ambrosini che fu l'artefice del logo originario: in esso la scritta bianca era raffigurata per l'appunto su sfondo blu.
Ad allenare l'Asiago ritornerà John Parco, con il ruolo anche di direttore operativo: sarà proprio Parco infatti a trattare direttamente con i giocatori canadesi che si aggiungeranno al roster della nuova squadra